# Christiaan VII van Denemarken
Christiaan VII (Kopenhagen, 29 januari 1749 – Rendsburg, 13 maart 1808) werd in 1766, op zeventienjarige leeftijd, koning van Denemarken en Noorwegen als opvolger van zijn vader, Frederik V.

## Huwelijk
In datzelfde jaar trouwde hij met zijn nicht, prinses Caroline Mathilde, een zuster van koning George III van Groot-Brittannië en Ierland, toen vijftien jaar oud. Beiden waren kleinkinderen van George II. Christiaan was een zoon van Georges dochter Louise en Caroline Mathilde was een dochter van Georges zoon Frederik.
Het jaar daarop werd hun zoon, de latere koning Frederik VI, geboren.
In 1771 werd nog een dochter Louise Augusta geboren, die later huwde met hertog Frederik Christiaan II van Sleeswijk-Holstein-Sonderburg-Augustenburg.

## Struensee
In 1768 werd Johann Friedrich Struensee koninklijke lijfarts. Deze arts kreeg een steeds grotere invloed op de koning, die mentaal erg labiel was. Van 1770 tot 1772, toen hij ten val werd gebracht, regeerde Struensee als minister van staat in feite eigenmachtig over Denemarken. In die periode probeerde hij de ideeën van de Verlichting in het Deense koninkrijk ingang te doen vinden. Hij schafte de censuur af, beperkte de eigendomsrechten, bezuinigde op het leger, verbood foltering en voerde in deze korte periode nog veel meer hervormingen door. Uiteindelijk riepen deze zoveel weerstand op dat hij ten val werd gebracht door het hof, op initiatief van koningin-weduwe Juliana Maria van Brunswijk, stiefmoeder van de koning, en Guldberg, de privéleraar van haar zoon Frederik. Struensee werd wegens majesteitsschennis, vanwege een relatie met koningin Caroline, en machtsmisbruik ter dood veroordeeld. Hij werd onthoofd op Østre Fælled in Kopenhagen op 28 april 1772. Ook zijn vriend Brandt (eveneens een verlicht denker) is daar onthoofd. Het huwelijk tussen Christiaan en Caroline Mathilde werd ontbonden.
Over het lot van Caroline Mathilde werd langdurig onderhandeld tussen het Koninkrijk Groot-Brittannië en Denemarken. Caroline Mathilde werd ten slotte naar Celle in het Keurvorstendom Brunswijk-Lüneburg gebracht waar ze tot haar dood in het kasteel woonde. Op 10 mei 1775 overleed ze onverwacht aan een besmettelijke koortsziekte. Ze was toen drieëntwintig jaar oud. Ze heeft haar kinderen nooit teruggezien.
Deze periode wordt beschreven in verschillende romans, waaronder Het bezoek van de lijfarts (1999), van de Zweedse schrijver Per Olov Enquist. Ook is er een film over gemaakt, En kongelig affære (2012).

## Nieuwe machthebbers
De macht werd overgenomen door een staatsraad, waarvan de koningin-weduwe Juliana Maria, haar zoon Frederik, en Guldberg deel uitmaakten. De laatste werd de feitelijke machthebber en hij maakte een einde aan de meeste hervormingen van Struensee, tot hij zelf in 1784 ten val werd gebracht en kroonprins Frederik op 16-jarige leeftijd de macht naar zich toe trok, en alsnog allerlei verlichte ideeën doorvoerde. Christiaan VII, die formeel nog steeds de macht had, overleed op 13 maart 1808 aan een beroerte, waarop zijn zoon Frederik koning werd als Frederik VI.

## Kwartierstaat
| Frederik IV van Denemarken (1671-1730) | Frederik IV van Denemarken (1671-1730) | Frederik IV van Denemarken (1671-1730) | Frederik IV van Denemarken (1671-1730) | Frederik IV van Denemarken (1671-1730)   | Frederik IV van Denemarken (1671-1730)   | Louise van Mecklenburg (1667-1721)       | Louise van Mecklenburg (1667-1721)       | Louise van Mecklenburg (1667-1721)       | Louise van Mecklenburg (1667-1721)       | Louise van Mecklenburg (1667-1721)    | Louise van Mecklenburg (1667-1721)    |                                       |                                       | Christiaan Hendrik van Brandenburg-Bayreuth (1661-1708) | Christiaan Hendrik van Brandenburg-Bayreuth (1661-1708) | Christiaan Hendrik van Brandenburg-Bayreuth (1661-1708) | Christiaan Hendrik van Brandenburg-Bayreuth (1661-1708) | Christiaan Hendrik van Brandenburg-Bayreuth (1661-1708) | Christiaan Hendrik van Brandenburg-Bayreuth (1661-1708) | Sophia Christiana van Wolfstein (1667-1737)          | Sophia Christiana van Wolfstein (1667-1737)          | Sophia Christiana van Wolfstein (1667-1737) | Sophia Christiana van Wolfstein (1667-1737) | Sophia Christiana van Wolfstein (1667-1737)    | Sophia Christiana van Wolfstein (1667-1737)    |                                                |                                                | George I van Groot-Brittannië (1660-1727)      | George I van Groot-Brittannië (1660-1727)      | George I van Groot-Brittannië (1660-1727) | George I van Groot-Brittannië (1660-1727) | George I van Groot-Brittannië (1660-1727)  | George I van Groot-Brittannië (1660-1727)  | Sophia Dorothea van Celle (1666–1727)      | Sophia Dorothea van Celle (1666–1727)      | Sophia Dorothea van Celle (1666–1727)      | Sophia Dorothea van Celle (1666–1727)      | Sophia Dorothea van Celle (1666–1727)     | Sophia Dorothea van Celle (1666–1727)     |                                 |                                 | Johan Frederik van Brandenburg-Ansbach (1654-1686) | Johan Frederik van Brandenburg-Ansbach (1654-1686) | Johan Frederik van Brandenburg-Ansbach (1654-1686) | Johan Frederik van Brandenburg-Ansbach (1654-1686) | Johan Frederik van Brandenburg-Ansbach (1654-1686) | Johan Frederik van Brandenburg-Ansbach (1654-1686) | Eleonora Erdmuthe Louisa van Saksen-Eisenach (1662-1696) | Eleonora Erdmuthe Louisa van Saksen-Eisenach (1662-1696) | Eleonora Erdmuthe Louisa van Saksen-Eisenach (1662-1696) | Eleonora Erdmuthe Louisa van Saksen-Eisenach (1662-1696) | Eleonora Erdmuthe Louisa van Saksen-Eisenach (1662-1696) | Eleonora Erdmuthe Louisa van Saksen-Eisenach (1662-1696) |  |  |  |  |  |  |  |  |  |  |  |  |  |  |  |  |  |  |  |  |  |  |  |  |  |  |  |  |  |  |  |  |  |  |  |  |  |  |  |  |  |  |  |  |  |  |  |  |
| Frederik IV van Denemarken (1671-1730) | Frederik IV van Denemarken (1671-1730) | Frederik IV van Denemarken (1671-1730) | Frederik IV van Denemarken (1671-1730) | Frederik IV van Denemarken (1671-1730)   | Frederik IV van Denemarken (1671-1730)   | Louise van Mecklenburg (1667-1721)       | Louise van Mecklenburg (1667-1721)       | Louise van Mecklenburg (1667-1721)       | Louise van Mecklenburg (1667-1721)       | Louise van Mecklenburg (1667-1721)    | Louise van Mecklenburg (1667-1721)    |                                       |                                       | Christiaan Hendrik van Brandenburg-Bayreuth (1661-1708) | Christiaan Hendrik van Brandenburg-Bayreuth (1661-1708) | Christiaan Hendrik van Brandenburg-Bayreuth (1661-1708) | Christiaan Hendrik van Brandenburg-Bayreuth (1661-1708) | Christiaan Hendrik van Brandenburg-Bayreuth (1661-1708) | Christiaan Hendrik van Brandenburg-Bayreuth (1661-1708) | Sophia Christiana van Wolfstein (1667-1737)          | Sophia Christiana van Wolfstein (1667-1737)          | Sophia Christiana van Wolfstein (1667-1737) | Sophia Christiana van Wolfstein (1667-1737) | Sophia Christiana van Wolfstein (1667-1737)    | Sophia Christiana van Wolfstein (1667-1737)    |                                                |                                                | George I van Groot-Brittannië (1660-1727)      | George I van Groot-Brittannië (1660-1727)      | George I van Groot-Brittannië (1660-1727) | George I van Groot-Brittannië (1660-1727) | George I van Groot-Brittannië (1660-1727)  | George I van Groot-Brittannië (1660-1727)  | Sophia Dorothea van Celle (1666–1727)      | Sophia Dorothea van Celle (1666–1727)      | Sophia Dorothea van Celle (1666–1727)      | Sophia Dorothea van Celle (1666–1727)      | Sophia Dorothea van Celle (1666–1727)     | Sophia Dorothea van Celle (1666–1727)     |                                 |                                 | Johan Frederik van Brandenburg-Ansbach (1654-1686) | Johan Frederik van Brandenburg-Ansbach (1654-1686) | Johan Frederik van Brandenburg-Ansbach (1654-1686) | Johan Frederik van Brandenburg-Ansbach (1654-1686) | Johan Frederik van Brandenburg-Ansbach (1654-1686) | Johan Frederik van Brandenburg-Ansbach (1654-1686) | Eleonora Erdmuthe Louisa van Saksen-Eisenach (1662-1696) | Eleonora Erdmuthe Louisa van Saksen-Eisenach (1662-1696) | Eleonora Erdmuthe Louisa van Saksen-Eisenach (1662-1696) | Eleonora Erdmuthe Louisa van Saksen-Eisenach (1662-1696) | Eleonora Erdmuthe Louisa van Saksen-Eisenach (1662-1696) | Eleonora Erdmuthe Louisa van Saksen-Eisenach (1662-1696) |  |  |  |  |  |  |  |  |  |  |  |  |  |  |  |  |  |  |  |  |  |  |  |  |  |  |  |  |  |  |  |  |  |  |  |  |  |  |  |  |  |  |  |  |  |  |  |  |
|                                        |                                        |                                        |                                        |                                          |                                          |                                          |                                          |                                          |                                          |                                       |                                       |                                       |                                       |                                                         |                                                         |                                                         |                                                         |                                                         |                                                         |                                                      |                                                      |                                             |                                             |                                                |                                                |                                                |                                                |                                                |                                                |                                           |                                           |                                            |                                            |                                            |                                            |                                            |                                            |                                           |                                           |                                 |                                 |                                                    |                                                    |                                                    |                                                    |                                                    |                                                    |                                                          |                                                          |                                                          |                                                          |                                                          |                                                          |  |  |  |  |  |  |  |  |  |  |  |  |  |  |  |  |  |  |  |  |  |  |  |  |  |  |  |  |  |  |  |  |  |  |  |  |  |  |  |  |  |  |  |  |  |  |  |  |
|                                        |                                        |                                        |                                        | Christiaan VI van Denemarken (1699-1746) | Christiaan VI van Denemarken (1699-1746) | Christiaan VI van Denemarken (1699-1746) | Christiaan VI van Denemarken (1699-1746) | Christiaan VI van Denemarken (1699-1746) | Christiaan VI van Denemarken (1699-1746) |                                       |                                       |                                       |                                       |                                                         |                                                         | Sophia Magdalena van Brandenburg-Bayreut (1700-1770)    | Sophia Magdalena van Brandenburg-Bayreut (1700-1770)    | Sophia Magdalena van Brandenburg-Bayreut (1700-1770)    | Sophia Magdalena van Brandenburg-Bayreut (1700-1770)    | Sophia Magdalena van Brandenburg-Bayreut (1700-1770) | Sophia Magdalena van Brandenburg-Bayreut (1700-1770) |                                             |                                             |                                                |                                                |                                                |                                                |                                                |                                                |                                           |                                           | George II van Groot-Brittannië (1683-1760) | George II van Groot-Brittannië (1683-1760) | George II van Groot-Brittannië (1683-1760) | George II van Groot-Brittannië (1683-1760) | George II van Groot-Brittannië (1683-1760) | George II van Groot-Brittannië (1683-1760) |                                           |                                           |                                 |                                 |                                                    |                                                    | Caroline van Brandenburg-Ansbach (1683-1737)       | Caroline van Brandenburg-Ansbach (1683-1737)       | Caroline van Brandenburg-Ansbach (1683-1737)       | Caroline van Brandenburg-Ansbach (1683-1737)       | Caroline van Brandenburg-Ansbach (1683-1737)             | Caroline van Brandenburg-Ansbach (1683-1737)             |                                                          |                                                          |                                                          |                                                          |  |  |  |  |  |  |  |  |  |  |  |  |  |  |  |  |  |  |  |  |  |  |  |  |  |  |  |  |  |  |  |  |  |  |  |  |  |  |  |  |  |  |  |  |  |  |  |  |
|                                        |                                        |                                        |                                        | Christiaan VI van Denemarken (1699-1746) | Christiaan VI van Denemarken (1699-1746) | Christiaan VI van Denemarken (1699-1746) | Christiaan VI van Denemarken (1699-1746) | Christiaan VI van Denemarken (1699-1746) | Christiaan VI van Denemarken (1699-1746) |                                       |                                       |                                       |                                       |                                                         |                                                         | Sophia Magdalena van Brandenburg-Bayreut (1700-1770)    | Sophia Magdalena van Brandenburg-Bayreut (1700-1770)    | Sophia Magdalena van Brandenburg-Bayreut (1700-1770)    | Sophia Magdalena van Brandenburg-Bayreut (1700-1770)    | Sophia Magdalena van Brandenburg-Bayreut (1700-1770) | Sophia Magdalena van Brandenburg-Bayreut (1700-1770) |                                             |                                             |                                                |                                                |                                                |                                                |                                                |                                                |                                           |                                           | George II van Groot-Brittannië (1683-1760) | George II van Groot-Brittannië (1683-1760) | George II van Groot-Brittannië (1683-1760) | George II van Groot-Brittannië (1683-1760) | George II van Groot-Brittannië (1683-1760) | George II van Groot-Brittannië (1683-1760) |                                           |                                           |                                 |                                 |                                                    |                                                    | Caroline van Brandenburg-Ansbach (1683-1737)       | Caroline van Brandenburg-Ansbach (1683-1737)       | Caroline van Brandenburg-Ansbach (1683-1737)       | Caroline van Brandenburg-Ansbach (1683-1737)       | Caroline van Brandenburg-Ansbach (1683-1737)             | Caroline van Brandenburg-Ansbach (1683-1737)             |                                                          |                                                          |                                                          |                                                          |  |  |  |  |  |  |  |  |  |  |  |  |  |  |  |  |  |  |  |  |  |  |  |  |  |  |  |  |  |  |  |  |  |  |  |  |  |  |  |  |  |  |  |  |  |  |  |  |
|                                        |                                        |                                        |                                        |                                          |                                          |                                          |                                          |                                          |                                          | Frederik V van Denemarken (1723-1766) | Frederik V van Denemarken (1723-1766) | Frederik V van Denemarken (1723-1766) | Frederik V van Denemarken (1723-1766) | Frederik V van Denemarken (1723-1766)                   | Frederik V van Denemarken (1723-1766)                   |                                                         |                                                         |                                                         |                                                         |                                                      |                                                      |                                             |                                             |                                                |                                                |                                                |                                                |                                                |                                                |                                           |                                           |                                            |                                            |                                            |                                            |                                            |                                            | Louise van Hannover (1724-1751)           | Louise van Hannover (1724-1751)           | Louise van Hannover (1724-1751) | Louise van Hannover (1724-1751) | Louise van Hannover (1724-1751)                    | Louise van Hannover (1724-1751)                    |                                                    |                                                    |                                                    |                                                    |                                                          |                                                          |                                                          |                                                          |                                                          |                                                          |  |  |  |  |  |  |  |  |  |  |  |  |  |  |  |  |  |  |  |  |  |  |  |  |  |  |  |  |  |  |  |  |  |  |  |  |  |  |  |  |  |  |  |  |  |  |  |  |
|                                        |                                        |                                        |                                        |                                          |                                          |                                          |                                          |                                          |                                          | Frederik V van Denemarken (1723-1766) | Frederik V van Denemarken (1723-1766) | Frederik V van Denemarken (1723-1766) | Frederik V van Denemarken (1723-1766) | Frederik V van Denemarken (1723-1766)                   | Frederik V van Denemarken (1723-1766)                   |                                                         |                                                         |                                                         |                                                         |                                                      |                                                      |                                             |                                             |                                                |                                                |                                                |                                                |                                                |                                                |                                           |                                           |                                            |                                            |                                            |                                            |                                            |                                            | Louise van Hannover (1724-1751)           | Louise van Hannover (1724-1751)           | Louise van Hannover (1724-1751) | Louise van Hannover (1724-1751) | Louise van Hannover (1724-1751)                    | Louise van Hannover (1724-1751)                    |                                                    |                                                    |                                                    |                                                    |                                                          |                                                          |                                                          |                                                          |                                                          |                                                          |  |  |  |  |  |  |  |  |  |  |  |  |  |  |  |  |  |  |  |  |  |  |  |  |  |  |  |  |  |  |  |  |  |  |  |  |  |  |  |  |  |  |  |  |  |  |  |  |
|                                        |                                        |                                        |                                        |                                          |                                          |                                          |                                          |                                          |                                          |                                       |                                       |                                       |                                       |                                                         |                                                         |                                                         |                                                         |                                                         |                                                         |                                                      |                                                      |                                             |                                             |                                                |                                                |                                                |                                                |                                                |                                                |                                           |                                           |                                            |                                            |                                            |                                            |                                            |                                            |                                           |                                           |                                 |                                 |                                                    |                                                    |                                                    |                                                    |                                                    |                                                    |                                                          |                                                          |                                                          |                                                          |                                                          |                                                          |  |  |  |  |  |  |  |  |  |  |  |  |  |  |  |  |  |  |  |  |  |  |  |  |  |  |  |  |  |  |  |  |  |  |  |  |  |  |  |  |  |  |  |  |  |  |  |  |
|                                        |                                        |                                        |                                        |                                          |                                          |                                          |                                          |                                          |                                          |                                       |                                       |                                       |                                       |                                                         |                                                         |                                                         |                                                         |                                                         |                                                         |                                                      |                                                      |                                             |                                             |                                                |                                                |                                                |                                                |                                                |                                                |                                           |                                           |                                            |                                            |                                            |                                            |                                            |                                            |                                           |                                           |                                 |                                 |                                                    |                                                    |                                                    |                                                    |                                                    |                                                    |                                                          |                                                          |                                                          |                                                          |                                                          |                                                          |  |  |  |  |  |  |  |  |  |  |  |  |  |  |  |  |  |  |  |  |  |  |  |  |  |  |  |  |  |  |  |  |  |  |  |  |  |  |  |  |  |  |  |  |  |  |  |  |
|                                        |                                        |                                        |                                        | Christiaan van Denemarken (1745-1747)    | Christiaan van Denemarken (1745-1747)    | Christiaan van Denemarken (1745-1747)    | Christiaan van Denemarken (1745-1747)    | Christiaan van Denemarken (1745-1747)    | Christiaan van Denemarken (1745-1747)    |                                       |                                       |                                       |                                       | Sophia Magdalena van Denemarken (1746-1813)             | Sophia Magdalena van Denemarken (1746-1813)             | Sophia Magdalena van Denemarken (1746-1813)             | Sophia Magdalena van Denemarken (1746-1813)             | Sophia Magdalena van Denemarken (1746-1813)             | Sophia Magdalena van Denemarken (1746-1813)             |                                                      |                                                      |                                             |                                             | Wilhelmina Caroline van Denemarken (1747-1820) | Wilhelmina Caroline van Denemarken (1747-1820) | Wilhelmina Caroline van Denemarken (1747-1820) | Wilhelmina Caroline van Denemarken (1747-1820) | Wilhelmina Caroline van Denemarken (1747-1820) | Wilhelmina Caroline van Denemarken (1747-1820) |                                           |                                           |                                            |                                            | Christiaan VII van Denemarken (1749-1808)  | Christiaan VII van Denemarken (1749-1808)  | Christiaan VII van Denemarken (1749-1808)  | Christiaan VII van Denemarken (1749-1808)  | Christiaan VII van Denemarken (1749-1808) | Christiaan VII van Denemarken (1749-1808) |                                 |                                 |                                                    |                                                    | Louise van Denemarken (1750-1831)                  | Louise van Denemarken (1750-1831)                  | Louise van Denemarken (1750-1831)                  | Louise van Denemarken (1750-1831)                  | Louise van Denemarken (1750-1831)                        | Louise van Denemarken (1750-1831)                        |                                                          |                                                          |                                                          |                                                          |  |  |  |  |  |  |  |  |  |  |  |  |  |  |  |  |  |  |  |  |  |  |  |  |  |  |  |  |  |  |  |  |  |  |  |  |  |  |  |  |  |  |  |  |  |  |  |  |

Gorm · Harald I · Sven I · Harald II · Knoet II · Knoet III · Magnus I · Sven II · Harald III · Knoet IV · Olaf I · Erik I · Niels · Erik II · Erik III · Sven III · Knoet V · Waldemar I · Knoet VI · Waldemar II · Erik IV · Abel · Christoffel I · Erik V · Erik VI · Christoffel II · Waldemar III · Christoffel II · Waldemar IV · Olaf II · Margaretha I · Erik VII · Christoffel III · Christiaan I · Johan · Christiaan II · Frederik I · Christiaan III · Frederik II · Christiaan IV · Frederik III · Christiaan V · Frederik IV · Christiaan VI · Frederik V · Christiaan VII · Frederik VI · Christiaan VIII · Frederik VII · Christiaan IX · Frederik VIII · Christiaan X · Frederik IX · Margrethe II · Frederik X
- Bibsys: 90730251
- Biblioteca Nacional de España: XX1002437
- Bibliothèque nationale de France: cb136215746 (data)
- Gemeinsame Normdatei: 118930915
- International Standard Name Identifier: 0000 0001 2125 3822
- KulturNav: 8f2d81a8-a61e-4db5-a048-315d84637afd
- Library of Congress Control Number: n79013837
- Nationale Bibliotheek van Letland: 000237267
- National Archives and Records Administration: 10582262
- Nationale Bibliotheek van Tsjechië: xx0204920
- Nationale Bibliotheek van Israël: 987007307236105171
- Nationale Bibliotheek van Polen: a0000002767528
- Nederlandse Thesaurus van Auteursnamen: 074848615
- LIBRIS: 257331
- SNAC: w6n30jc9
- Système universitaire de documentation: 078600332
- Museum of New Zealand Te Papa Tongarewa: 68731
- Union List of Artist Names: 500255537
- Virtual International Authority File: 27243178
- WorldCat: E39PBJbxy7q6CKYCcjfKCmwjYP